# Sistema de televisión de 405 líneas
El Sistema de televisión de 405 líneas fue el primer sistema de televisión completamente electrónico utilizado en emisiones regulares y de uso mayoritariamente en el Reino Unido e Irlanda. En la actualidad, ha sido descontinuado.

## Historia
En 1934, el gobierno británico creó un comité denominado "Television Committee" ("Comité de Televisión") para que aconsejara sobre el futuro de la transmisión de televisión. El comité recomendó que se estableciera un sistema de "alta definición", definida por éste como un sistema que transmitiera al aire 240 líneas o más por imagen y bajo control de la difusora BBC. El gobierno aceptó la recomendación y pidió propuestas a la industria electrónica. Se recibieron dos propuestas: una de la compañía Baird, del inventor escocés John Logie Baird que ofrecía un sistema electro-mecánico de 240 líneas, y otra de la empresa EMI (Electrical and Musical Instruments) que propuso un sistema electrónico de 405 líneas. El Comité de Televisión dijo que no podía elegir entre los dos sistemas y que las dos propuestas deberían ser aceptadas, para que los dos sistemas funcionaran a la vez durante un periodo experimental. Este sistema, algunas veces llamado, Marconi-EMI, fue desarrollado por el equipo de investigación de EMI dirigido por Isaac Shoenberg. Para ese momento EMI tenía un año investigando un sistema entrelazado completamente electrónico de 243 líneas. 
Las emisiones televisivas de la empresa resultante, denominada BBC Television Service comenzaron en noviembre de 1936 desde el Alexandra Palace, al principio, compartiendo programación con el sistema de 240 líneas de Baird, pero después de tres meses de pruebas, en enero de 1937, el sistema Baird fue descartado para emitir exclusivamente en el sistema Marconi-EMI de 405 líneas en la banda de frecuencia VHF. Así se estableció el estándar para todas las emisiones de televisión británicas hasta los años sesenta.
Pronto quedó claro que la recepción de la televisión también era posible mucho más lejos del área originalmente designada. En febrero de 1938, los ingenieros de la estación de investigación de RCA, en Riverhead, Long Island, Nueva York, Estados Unidos, lograron recibir la señal de la BBC a 5.000 kilómetros de distancia, gracias a la curvatura de la señal rebotando en la ionosfera. Grabaron unos pocos minutos de la programación en película de 16 milímetros. Esta es la única grabación existente de la televisión británica en directo anterior a la guerra. Entre las imágenes grabadas se incluye a Jasmine Bligh y una breve escena de Elizabeth Cowell, dos de los primeros tres locutores de la BBC, un extracto de un drama desconocido con vestidos de época, y la identificación de la emisora, transmitida al principio y al final de la programación diaria.
La BBC cesó temporalmente las emisiones el 1 de septiembre de 1939, el día de la invasión de Polonia, ya que la Segunda Guerra Mundial era inminente. Después de que el BBC Television Service recomenzara en 1946, hubo gente que recibió la señal en distintas partes del mundo, incluyendo Italia, Sudáfrica, India, Oriente Medio, Norteamérica y el Caribe.
En 1954, la BBC perdió el monopolio de la televisión en Reino Unido, y al año siguiente se creó la televisión comercial ITV, formada por un consorcio de compañías regionales. Algunas compañías de la ITV, sobre todo la ATV de Lew Grade, propuso emitir en color usando una variación de las 405 líneas basada en el sistema NTSC, pero tras unas pruebas entre 1955 y 1956, primero en los emisores de 405 líneas del Alexandra Palace, y después en los del Crystal Palace, la BBC convenció al gobierno de que el color debía esperar a la introducción de un sistema de mayor definición.
En 1964, la BBC estrenó su emisora BBC2 en UHF, usando sólo un sistema de 625 líneas, que los receptores antiguos no podían recibir. Durante varios años, la BBC1 y la ITV emitieron en 405 líneas, y la BBC2 en 625 líneas. La única forma de recibirlas todas era usar un sistema dual muy complejo de 405 y 625 líneas con receptor VHF y UHF. Esto continuó hasta un tiempo después de la introducción del color, cuando los sistema duales se hicieron más complejos con este sistema.
El sistema de color PAL comenzó en Reino Unido en 1967. En noviembre de 1971, BBC1 e ITV también iniciaron emisiones en color PAL de 625 líneas. Como toda la programación era ya producida íntegramente en el nuevo sistema, las emisiones en 405 líneas sólo consistieron en una reemisión en blanco y negro para la gente que no tuviera los nuevos receptores.
Una razón para el largo periodo antes del apagado del sistema de 405 líneas, fue la dificultad de lograr en la banda UHF con 625 líneas el mismo nivel de cobertura que lograba el otro sistema en la banda de VHF. La última emisión en 405 líneas se hizo el 3 de enero de 1985 en Escocia, un día después que en el resto del Reino Unido. Desde entonces, el PAL UHF fue el único sistema en funcionamiento en el país. Las frecuencias que ocupaban las 405 líneas quedaron inicialmente vacías, pero después se vendieron y utilizaron para otros propósitos, incluyendo DAB y sistemas de radioaficionados.

### Irlanda
El uso del sistema de 405 líneas comenzó en Irlanda en 1961, con el estreno de Telefís Éireann, pero solo consistió en dos transmisores y cinco repetidores que daban servicio al norte y al este del país, donde mucha gente ya tenía televisores para las emisiones que llegaban desde Gales o Irlanda del Norte. Telefís Éireann (después conocida como RTÉ One) emitía simultáneamente en 625 líneas desde 1962 en adelante, dos años antes de que la BBC tuviera ningún canal de 625 líneas.
Los últimos repetidores de 405 líneas, en County Donegal fueron apagados en 1982, después de que los emisores principales ya hubieran sido desmantelados en 1978 para liberar la frecuencia para RTE2, con los repetidores alimentándose de convertidores estándar del emisor local de 625 líneas.
En los últimos cinco años del sistema de 405 líneas de la RTE, la programación consistió simplemente en una cámara de 405 líneas apuntando a un monitor de 625 líneas, ya que los sistemas convertidores que la RTE había usado en el pasado se habían roto.

### Hong Kong
El servicio de televisión por cable de la empresa Rediffusion Television de Hong Kong usó el sistema de 405 líneas desde su establecimiento en 1957, siendo la primera colonia británica y el primer país de población mayoritariamente China que tuvo televisión. El sistema de 405 líneas terminaría en 1973, reemplazado por el sistema PAL de 625 líneas en señal abierta.

### Otros países
En 1939 hubo experimentos breves de las emisiones de 405 líneas en Montrouge (Francia), en Eindhoven (Países Bajos), en Checoslovaquia y en Suiza.

### Grabaciones de video de 405 líneas

#### Originales
Pocas cintas de video en 405 líneas subsisten hoy en día. Sin embargo, la mayoría de los programas de 405 líneas existe en forma de filmaciones en película en blanco y negro, normalmente con bandas sonoras ópticas.

#### Modernas
Una programación de 405 líneas podría ser grabada y reproducida en un grabador no modificado de VHS o Betamax, siempre y cuando la entrada al grabador fuera en banda base en lugar de en radiofrecuencia. Así, existen varias grabaciones modernas de programación en 405 líneas.

## Sistema A
El sistema de 405 líneas es conocido como el Sistema A según la nomenclatura usada por el UIT-R para los sistemas de difusión de televisión. La portadora de audio es modulada en amplitud. Además, el sistema requirió inicialmente una relación de aspecto de 5:4 hasta el 3 de abril de 1950, cuando fue cambiada al formato más común de 4:3.
Todos los transmisores del Sistema A usaban transmisión por banda lateral vestigial, con la sola excepción del que estaba ubicado en Alexandra Palace en Londres, que fue cerrado en 1957 cuando fue reemplazado por el transmisor de Crystal Palace.
| Sistema | Líneas | Velocidad de cuadros | Ancho de banda del canal (MHz) | Ancho de banda de video (MHz) | Separación entre portadoras de audio y video | Banda Lateral Vestigial | Modulación de imagen | Modulación de sonido | Relación de aspecto       | Resolución efectiva (para 4:3). |
| ------- | ------ | -------------------- | ------------------------------ | ----------------------------- | -------------------------------------------- | ----------------------- | -------------------- | -------------------- | ------------------------- | ------------------------------- |
| A       | 405    | 25                   | 5                              | 3                             | -3.5                                         | 0.75                    | Positiva             | AM                   | 4:3 (5:4 después de 1950) | 503 x 377 (teórica)             |

### Justificación de la velocidad de cuadros
Desde mediados de los años 30 del siglo pasado, era práctica común usar una velocidad de cuadros igual a la mitad de la frecuencia de la red eléctrica, de 50 Hz en Europa y otros países o de 60 Hz en las Américas, debido a que la iluminación en los estudios está compuesta por lámparas de corriente alterna y si éstas no estaban en sincronía con la velocidad de campo o de cuadro, podía aparecer un efecto estroboscópico en las imágenes de televisión. En segundo lugar, el filtrado de los circuitos de suministro de energía, en los primeros receptores de televisión, era bastante pobre y la ondulación superpuesta a la corriente directa podría causar interferencia visual. Sin embargo, el problema principal era la susceptibilidad del haz de electrones en el tubo de rayos catódicos de ser deflectado por los campos magnéticos provenientes de los transformadores o motores cercanos.  Si la imagen tiene la frecuencia de la red, esta interferencia al menos sería estática en la pantalla y, por lo tanto, relativamente imperceptible.

### Justificación sobre el número de líneas
La elección de 405 líneas se había hecho tras unas discusiones en una comida, un domingo en casa de Alan Blumlein. En el sistema de 405 líneas, las líneas exploradas se emitían en dos campos complementarios, 50 veces por segundo, creando 25 fotogramas por segundo. La imagen real tenía 377 líneas de altura, y el resto de líneas no utilizadas servía para darle tiempo a la circuitería a prepararse para el siguiente fotograma. En terminología actual, podría ser nombrado como 377i.
Debido a que un sistema de exploración entrelazada de video requiere un posicionamiento preciso de las líneas de exploración, es importante asegurarse de que la base de tiempo horizontal y vertical están en una relación precisa. Esto se logra haciendo pasar la señal de sincronismo horizontal a través de una serie de circuitos divisores electrónicos para producir la otra señal. Cada división es por un número primo por lo que tiene que haber una relación matemática sencilla entre las frecuencias de línea y de campo. Las limitaciones tecnológicas de la década de 1930 hicieron que este proceso de división sólo pudiera hacerse utilizando pequeños números enteros, preferiblemente no mayores que 7, para obtener una buena estabilidad. El número de líneas fue impar debido al entrelazado 2:1. El sistema de 405 líneas usa una frecuencia vertical de 50 Hz (frecuencia estándar de la red energía eléctrica en Gran Bretaña) y una horizontal de 10.125 Hz (50 × 405 ÷ 2 o, usando la velocidad de cuadros, 25 x 405), con el número 405 obteniéndose de la multiplicación 3 × 3 × 3 × 3 × 5.

## Comparación con los estándares posteriores

### Ancho de banda
Cuando se usa con el filtraje de banda lateral vestigial, el ancho de banda de un canal de TV de 405 líneas es de 5 MHz, significativamente menor que el Estándar I de la UIT, que lo reemplazó en el Reino Unido. Los sistemas adoptados en otros países tienen anchos de banda entre 6 y 14 MHz. Este último es el caso del ya descontinuado Estándar E de la UIT de 819 líneas, adoptado en Francia.

### Cobertura
El uso de frecuencias de transmisión en la banda VHF con un ancho de banda angosto de video, significa que las señales de 405 líneas podrían ser recibidas bien, incluso en condiciones marginales. Por lo tanto era posible cubrir prácticamente todo el Reino Unido con un número relativamente pequeño de estaciones transmisoras.

### Susceptibilidad a la interferencia de impulsos
El uso de modulación de amplitud para la señal portadora de sonido y de modulación positiva para la portadora de video hizo que el sistema de 405 líneas muy propenso a la interferencia de impulso visible, como la generada por los sistemas de ignición de vehículos. Dicha interferencia se manifestó como un pequeño estallido de sonido y grandes manchas brillantes en la imagen, que los espectadores encontraron mucho más notable que las manchas oscuras encontradas cuando se encuentra este tipo de interferencias en una señal de vídeo que utiliza la modulación negativa. Con modulación positiva, la interferencia podría ser fácilmente de amplitud similar a los impulsos de sincronización, que fueron representados por 0 a 30% de la salida del transmisor. Los primeros circuitos electrónicos de base de tiempo eran menos capaces de discriminar entre las señales y la imagen se perturbaba. Por el contrario, con sincronización de modulación negativa, los pulsos representan un pico de salida del transmisor (salida de 70 a 100%). Como resultado, la interferencia de impulso causaría manchas oscuras visuales antes de que fuera lo suficientemente grande como para afectar a la sincronización de la imagen. Si la interferencia era lo suficientemente grande, la imagen era probablemente imposible de ver de todos modos. La introducción posterior de los circuitos de sincronización de lazo de seguimiento de fase hicieron la imagen mucho más estable, pero algunos de los problemas se hubieran solventado con modulación positiva. Casi todos los sistemas de televisión posteriores al de 405 líneas adoptaron modulación negativa solo por esta razón.

### Control automático de ganancia
El circuito de control automático de ganancia (AGC) era problemático. La primera generación de circuitos AGC sólo detectaba el valor medio de la señal transmitida. Sin embargo, debido a que la portadora de video está modulada positivamente, la potencia pico que representaba el pico de blanco, no se garantizaba que estuviera presente. Así, para una imagen completamente en negro, el circuito AGC aumentaría la ganancia RF para restaurar la amplitud de la portadora media. El resultado fue una pantalla que no era negra sino gris medio. De hecho, la salida de luz total de los primeros aparatos de TV era prácticamente constante, independientemente del contenido de la imagen.
A mediados de la década de 1950, varios fabricantes comenzaron a introducir sistemas de AGC de compuerta para evitar este problema. Un impulso retardado se derivaba de la señal recuperada de sincronización de línea. Este pulso dispararía una compuerta que muestrearía la señal de vídeo recibida durante el pórtico trasero de la señal de video, que era un nivel de negro garantizado transmitido entre el final del pulso de línea de sincronización y el inicio de la información de imagen.
La introducción de la modulación negativa en los sistemas posteriores simplificó el problema porque la potencia pico de la portadora, representaba pulsos de sincronización. Un circuito sencillo de AGC por detector de pico podría detectar la amplitud sólo de los impulsos de sincronización, midiendo de este modo la fuerza de la señal recibida.

### Silbido en los televisores
El sistema de 405 líneas producía en muchos receptores un tono notorio de 10125 Hz, igual al número de líneas por segundo, causado por la magnetostricción en el transformador del tubo de rayos catódicos, algo común en los receptores con dichos tubos. Si bien todos los sistemas de televisión basados en estos tubos producen tal ruido, mientras mayor sea el número de líneas por segundo en normas posteriores (para PAL, de 15625 Hz y para NTSC, de 15734 Hz) se producen frecuencias que se encuentran en el extremo superior del espectro audible, que no todas las personas son capaces de escuchar. Los receptores modernos de pantallas de plasma, LCD o tecnología de pantalla LED están completamente libres de este efecto, ya que se componen de un millón o más de elementos controlables de forma individual, en lugar de utilizar un solo haz desviado magnéticamente, por lo que no hay ningún requisito para generar la señal de barrido.

### Pulsos de igualación
El sistema de 405 líneas carecía de pulsos de igualación que facilitaran el entrelazado de la imagen, con el argumento de que tales pulsos sólo causaban una falta de entrelazado con los separadores de campo de sincronización de tipo integrador, y que había, incluso en ese momento, otros varios circuitos que proporcionaban un entrelazado completamente exacto y sin dichos pulsos. Finalmente, durante el año 1952, BBC en colaboración con la British Radio Equipment Manufacturers' Association (en español: Asociación Británica de Fabricantes de Equipos de radio), confirmó que no había necesidad de generar pulsos de igualación.

### Bamboleo del punto de exploración
En algunos tamaños de pantalla más grandes, las líneas escaneadas no eran suficiente amplias para dar cubrir totalmente el tubo de imagen. El resultado fue una imagen con líneas con zonas oscuras entre cada línea escaneada horizontal, reduciéndose así el brillo y el contraste de la imagen. Los receptores de pantallas más grandes a menudo utilizaban un oscilador de bamboleo que ligeramente alargaba el punto de exploración verticalmente a alta frecuencia para evitar este efecto de separación de línea, sin reducir la nitidez horizontal.

## Transmisiones experimentales de color
Durante la década de 1950 y la primera mitad de la década de 1960, se realizaron en el Reino Unido algunas emisiones experimentales de color con el sistema de 405 líneas, utilizando la codificación de color NTSC. La frecuencia de la subportadora de color era de 2,6578125 MHz (525/2 veces la frecuencia de línea) y las señales de diferencia de color "I" y "Q" tenían un ancho de banda de 500 kHz y de 300 kHz, respectivamente. También se intentaron ensayos con las codificaciones de color PAL, SECAM y NTSC usando otras frecuencias subportadoras.
Algunas de estas emisiones fueron en banda UHF (también una tecnología experimental en el momento), mientras que otras se llevaron a cabo mediante la red VHF regular, fuera del horario normal de transmisión.